# Campeonato Capixaba de Futebol de 1996 - Segunda Divisão
O Campeonato Capixaba de Futebol - Segunda Divisão de 1996 foi o campeonato estadual de futebol de acesso do Espírito Santo. A competição foi organizada pela Federação de Futebol do Estado do Espírito Santo e o campeão foi o Estrela do Norte, e o Capixaba de Guaçuí o vice-campeão. Esta edição foi disputada somente pelas duas equipes em apenas uma partida de ida e uma de volta, pois Aracruz, Botafogo de Jaguaré, Castelo, Guarapari, Nova Venécia e Santa Teresa desistiram, alegando problemas financeiros.

## Finais
Jogo de ida
| Domingo, 20 de outubro | Capixaba | 0 – 0 | Estrela do Norte | Estádio Francisco Lacerda de Aguiar, Guaçuí |
|                        |          |       |                  | Público: 274 Renda: R$ 1.322,00             |

Jogo de volta
| Domingo, 27 de outubro | Estrela do Norte          | 2 – 0 | Capixaba | Estádio do Sumaré, Cachoeiro de Itapemirim |
|                        | Boiadeiro · Eduardo Orsai |       |          | Público: 231 Renda: R$ 1.203,00            |

## Premiação
| Campeonato Capixaba de 1996 - Segunda Divisão |
| --------------------------------------------- |
| Estrela do Norte Campeão (1° título)          |